# Manfred Eigen

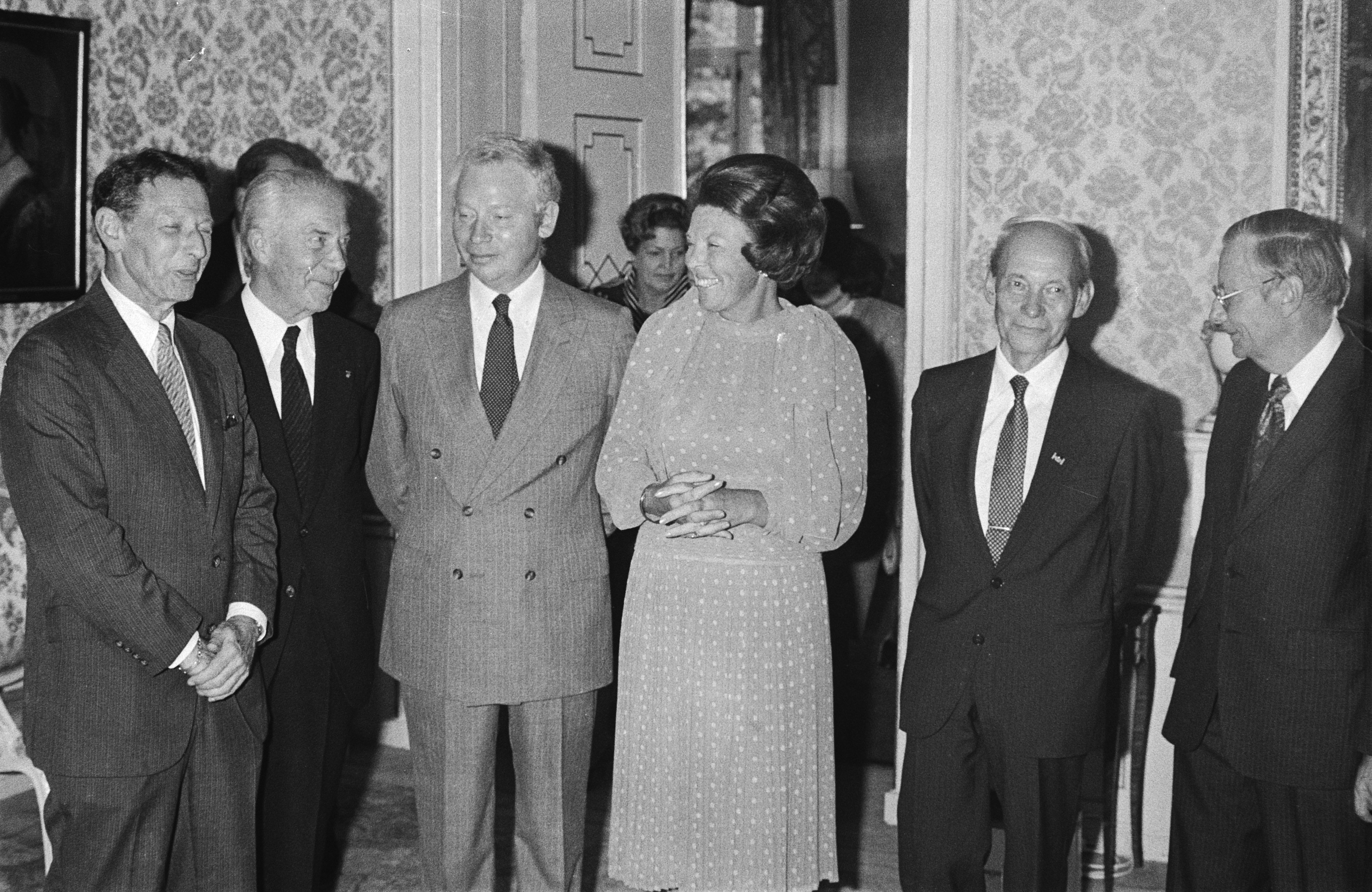
Beatrix ontvangt 5 Nobelprijswinnaars (1983): Paul Berg, Christian de Duve, Steven Weinberg, Manfred Eigen & Nicolaas Bloembergen

Manfred Eigen (Bochum, 9 mei 1927 – 6 februari 2019) was een Duits chemicus. Hem werd in 1967 de Nobelprijs voor Scheikunde toegekend voor zijn aandeel in het onderzoek naar zeer snelle reacties die worden veroorzaakt door zeer korte energiepulsen. Een belangrijke bijdrage aan het onderzoek dat leidde tot deze Nobelprijsnominatie werd geleverd door zijn medewerker, de Belgische chemicus Leo De Maeyer.

## Biografie
Manfred Eigen werd geboren in het Duitse Ruhrgebied als zoon van Ernst Eigen en Hedwig Field. Zijn vader was een talentvol kamermusicus en hijzelf een getalenteerd pianist. Hij diende kort bij een antiluchtmacht artillerie-eenheid aan het eind van de Tweede Wereldoorlog.
Hij behaalde zijn bachelor in 1949 en zijn doctoraat in 1951 aan de universiteit van Göttingen. Voor enkele jaren werkte Eigen als onderzoeksassistent aan dezelfde universiteit en trad vervolgens toe tot de staf van het Max Planck Instituut voor Fysische Chemie. Eigen huwde in 1952 Elfriede Mueller, samen hebben ze twee kinderen, Gerald en Angela.
Hij is directeur van de afdeling kinetische chemie van het Max Planck-instituut voor biofysische chemie in Göttingen geweest en ontving een eredoctoraat van de Technische Universiteit van Braunschweig. De Nobelprijs voor de Scheikunde ontving Eigen samen met de Britten Ronald George Wreyford Norrish en George Porter. Daarnaast was hij redacteur bij het online Bulletin of the Atomic Scientists.
Eigen vroege onderzoek betrof zijn ontdekking waarom geluidsgolven in zeewater sneller geabsorbeerd worden dan in gewoon water omdat ze de in het zeewater opgeloste geladen deeltjes magnesiumsulfaat verstoren. Hij pionierde nieuwe methoden voor de studie in 1954 naar extreem snelle chemische reacties, relaxtiesystemen genoemd. Door gebruik te maken van hoogfrequente geluidsgolven wekte hij energiepulsen in chemische systemen op en berekende de snelheid waarbij deze snelle chemische reacties tot rust komen.
In een tweedelige voordracht Die Selbstorganisation der Materie und die Evolution biologischer Makromoleküle ontwikkelde Eigen in 1970 in München een zuiver fysisch-chemisch model van het ontstaan van het leven.

## Erkenning
Voor zijn werk ontving Eigen verscheidene prijzen en medailles, waardonder de Nernst-Haber-Bodensteinprijs (1956), de Otto Hahnprijs voor chemie en fysica (1962), de ACS John Gamble Kirkwood Medal (1963), de ACS Harrison Howe Award (1967), de ACS Linus Pauling Medal (1967), de Nobelprijs (1967) en de Faraday Medal van de British Chemical Society in 1977.

## Publicaties
- Manfred Eigen, Ruthild Winkler: Das Spiel. Piper Verlag. ISBN 3-492-20410-4
- Manfred Eigen, Peter Schuster: The Hypercycle - A Principle of Natural Self-Organization, Springer-Verlag, Berlin, 1979
- Manfred Eigen: Molekulare Selbstorganisation und Evolution (Self organization of matter and the evolution of biological macro molecules.) Naturwissenschaften 58 (10). 1971 465-523
- Eigen, M., J. McCaskill and P. Schuster. "The Molecular Quasi-species." Advances in Chemical Physics 75 (1989): 149-263.
- Manfred Eigen: From Strange Simplicity to Complex Familiarity. A Treatise on Matter, Information, Life and Thought. Oxford University Press, 2013. ISBN 978-0198570219

1901: Van 't Hoff ·
1902: E. Fischer ·
1903: Arrhenius ·
1904: Ramsay ·
1905: Baeyer ·
1906: Moissan ·
1907: Buchner ·
1908: Rutherford ·
1909: Ostwald ·
1910: Wallach ·
1911: Curie ·
1912: Grignard, Sabatier ·
1913: Werner ·
1914: Richards ·
1915: Willstätter ·
1918: Haber ·
1920: Nernst ·
1921: Soddy ·
1922: Aston ·
1923: Pregl ·
1925: Zsigmondy ·
1926: Svedberg ·
1927: Wieland ·
1928: Windaus ·
1929: Harden, Euler-Chelpin ·
1930: H. Fischer · 
1931: Bosch, Bergius ·
1932: Langmuir ·
1934: Urey ·
1935: F. Joliot-Curie, I. Joliot-Curie ·
1936: Debye ·
1937: Haworth, Karrer ·
1938: Kuhn ·
1939: Butenandt, Ružička ·
1943: Hevesy · 
1944: Hahn ·
1945: Virtanen ·
1946: Sumner, Northrop, Stanley ·
1947: Robinson · 
1948: Tiselius · 
1949: Giauque ·
1950: Diels, Alder ·
1951: McMillan, Seaborg ·
1952: Martin, Synge ·
1953: Staudinger ·
1954: Pauling ·
1955: Vigneaud ·
1956: Hinshelwood, Semjonov ·
1957: Todd ·
1958: Sanger ·
1959: Heyrovský ·
1960: Libby ·
1961: Calvin ·
1962: Perutz, Kendrew ·
1963: Ziegler, Natta ·
1964: Hodgkin ·
1965: Woodward ·
1966: Mulliken ·
1967: Eigen, Norrish, Porter ·
1968: Onsager ·
1969: Barton, Hassel ·
1970: Leloir ·
1971: Herzberg ·
1972: Anfinsen, Moore, Stein · 
1973: E.O. Fischer, Wilkinson · 
1974: Flory ·
1975: Cornforth, Prelog ·
1976: Lipscomb ·
1977: Prigogine · 
1978: Mitchell ·
1979: Brown, Wittig ·
1980: Berg, Gilbert, Sanger ·
1981: Fukui, Hoffmann ·
1982: Klug ·
1983: Taube ·
1984: Merrifield ·
1985: Hauptman, Karle ·
1986: Herschbach, Lee, Polanyi ·
1987: Cram, Lehn, Pedersen ·
1988: Deisenhofer, Huber, Michel ·
1989: Altman, Cech ·
1990: Corey ·
1991: Ernst ·
1992: Marcus ·
1993: Mullis, Smith ·
1994: Olah ·
1995: Crutzen, Molina, Rowland ·
1996: Curl, Kroto, Smalley ·
1997: Boyer, Walker, Skou ·
1998: Kohn, Pople ·
1999: Zewail ·
2000: Heeger, MacDiarmid, Shirakawa ·
2001: Knowles, Noyori, Sharpless ·
2002: Fenn, Tanaka, Wüthrich ·
2003: Agre, MacKinnon ·
2004: Ciechanover, Hershko, Rose ·
2005: Grubbs, Schrock, Chauvin ·
2006: Kornberg ·
2007: Ertl ·
2008: Shimomura, Chalfie, Tsien ·
2009: Steitz, Yonath, Ramakrishnan ·
2010: Heck, Negishi, Suzuki ·
2011: Shechtman ·
2012: Kobilka, Lefkowitz ·
2013: Karplus, Levitt, Warshel ·
2014: Betzig, Hell, Moerner ·
2015: Lindahl, Modrich, Sancar ·
2016: Sauvage, Stoddart, Feringa ·
2017: Dubochet, Frank, Henderson · 
2018: Arnold, Winter, Smith ·   
2019: Goodenough, Whittingham, Yoshino ·
2020: Charpentier, Doudna ·
2021: List, MacMillan ·
2022: Bertozzi, Meldal, Sharpless ·
2023: Bawendi, Brus, Jekimov ·
2024: Baker, Hassabis, Jumper